# Alstroemeria annapolina
Alstroemeria annapolina är en alströmeriaväxtart som beskrevs av Pierfelice Ravenna. Alstroemeria annapolina ingår i släktet alströmerior, och familjen alströmeriaväxter. Inga underarter finns listade i Catalogue of Life.